# Gogo (género)
Gogo es un género de peces actinopeterigios de agua dulce, distribuidos de forma endémica por ríos de Madagascar.

## Especies
Existen cuatro especies reconocidas en este género:
- Gogo arcuatus Ng y Sparks, 2005
- Gogo atratus Ng, Sparks y Loiselle, 2008
- Gogo brevibarbis (Boulenger, 1911)
- Gogo ornatus Ng & Sparks, 2005